# Бурти (пам'ятка природи)
Бурти́ — один з об'єктів природно-заповідного фонду Полтавської області, комплексна пам'ятка природи місцевого значення.

## Розташування
Пам'ятка природи розташована на землях Великокручанської сільської ради в Пирятинському районі, Полтавської області на правому березі річки Удай, на північний схід вниз по течії від села Повстин. Перебуває під охороною Великокручанської сільської ради.

## Історія
Комплексна пам'ятка природи місцевого значення «Бурти» була оголошена рішенням двадцять другої сесії Полтавської обласної ради народних депутатів п'ятого скликання від 28 серпня 2009 року.

## Мета
Мета створення пам'ятки природи — подальше поліпшення заповідної справи в Полтавській області, збереження цінних природних, ландшафтних комплексів, об'єктів тваринного і рослинного світу.

## Значення
Комплексна пам'ятка природи місцевого значення «Бурти» має особливе природоохоронне, наукове, естетичне та пізнавальне значення.

## Загальна характеристика
Загальна площа комплексної пам'ятки природи місцевого значення «Бурти» становить 2,3 га. Протягом 800 років тут розташовувались масивні оборонні споруди літописного давньоруського міста «Полкстінь», через що територія пам'ятки не розорювалася і перетворилася на своєрідний резерват, де збереглися елементи степових екосистем.

## Флора і фауна
Унікальна екосистема, що містить цілий ряд регіонально рідкісних та червонокнижних видів тварин та рослин, являє особливий інтерес для науки.